# フアン・カルロス・バレンシア・ゴンサレス
フアン・カルロス・バレンシア・ゴンサレス (スペイン語: Juan Carlos Valencia González、 1984年9月12日 - ) は、メキシコの麻薬密売人、犯罪者。
ハリスコ新世代カルテルの最高幹部であるネメシオ・オセゲラ・セルバンテスの義理の息子。2024年現在はハリスコ新世代カルテルの最高幹部の一人とされている。